# Diggin' in the Crates Crew
Diggin' in the Crates Crew, vaak afgekort tot D.I.T.C., is een Amerikaans hiphop-collectief uit New York. De leden van dit collectief zijn Lord Finesse, Diamond D, Big L († 1999), O.C., Fat Joe, Buckwild, Showbiz and A.G., DJ O.Gee en The Ghetto Dwellas.

## Naam
De naam van dit samenwerkingsverband van verschillende rappers verwijst naar de moeite die het volgens hen kost in de platenbakken van muziekwinkels te zoeken naar platen die voor hiphopnummers kunnen worden gesampled.

## Geschiedenis
Het oorspronkelijke D.I.T.C. kwam voort uit een vriendschap tussen Lord Finesse, Diamond D en Showbiz. Ze kwamen uit dezelfde buurt en zochten vaak samen naar platen. Later kwam A.G. erbij, op het album No More Mr. Nice Guy, waaraan onder anderen DJ Premier had meegewerkt. Ze kregen in 1992 de kans om rapper Ice-T, ook bekend van de metalband Body Count te ontmoeten. Ice-T had net een contract binnengehaald bij Warner Bros Records voor een eerste soloalbum. De ontmoeting liep zo goed, dat ze op de B-kant van de plaat voor enkele tracks konden samenwerken. Op deze samenwerking stond voor het eerst een ander cruciaal lid van D.I.T.C., namelijk Big L. In datzelfde jaar sloot Fat Joe zich aan bij het collectief. Andere leden volgden snel tot het huidige D.I.T.C.-collectief.

## Muziekstijl
D.I.T.C. kan worden ingedeeld onder de zwaardere hardcore hiphop, ook wel gangstarap, vanwege hun stevige "streetteksten", classic eastcoasthiphop en undergroundhiphop. De muziek van D.I.T.C. kan worden vergeleken met het werk van Wu-Tang Clan, Immortal Technique, Non Phixion en het vroege werk van Nas. D.I.T.C. is nooit doorgebroken bij het grote publiek door het vasthouden aan hun undergroundhiphopsound. De meeste leden van D.I.T.C. hebben ook een solocarrière of zijn betrokken bij nevenprojecten, van wie alleen Fat Joe het tot de hitlijsten heeft gebracht, onder andere met zijn andere collectief Terror Squad.

## Discografie
- Live in Tramps (Vol.1) (ZYX Music, 1999)
- Live in Tramps (Vol.2) (ZYX Music, 1999)
- All Love (Next Level Recordings / File Rec Inc., 2000)
- D.I.T.C. (Tommy Boy, 2000)
- The Official Version (D.I.T.C./Fat Beats, 2000)
- DITC Presents Wild Life (ep, Wild Life Entertainment, 2001)
- Rare & Unreleased (D.I.T.C. Records, 2007)
- Unreleased Production (D.I.T.C. Records, 2008)
- The Movement (D.I.T.C. Records, 2008)
- Rare & Unreleaced Vol. 2 (D.I.T.C. Records, 2009)
- The Remix Project (D.I.T.C. Entertainment / Slice Of Spice, 2014)
- D.I.T.C. Studios (D.I.T.C. Entertainment / Slice Of Spice, 2016)
- D.I.T.C. Studios Vol.2 (D.I.T.C. Studios, 2019)